# Hamacantha johnsoni
Hamacantha johnsoni är en svampdjursart som först beskrevs av James Scott Bowerbank 1864.  Hamacantha johnsoni ingår i släktet Hamacantha och familjen Hamacanthidae. Inga underarter finns listade i Catalogue of Life.